# Alasana Manneh
Alasana Manneh (Banjul, 8 aprile 1998) è un calciatore gambiano, centrocampista dell'Hibernian e della nazionale gambiana.

## Caratteristiche tecniche
Vertice basso di centrocampo, in possesso di una discreta visione di gioco che gli consente di servire passaggi precisi ai compagni di squadra.

## Carriera

### Club
Muove i suoi primi passi nella scuola calcio dell'Aspire Academy in Qatar, prima di essere tesserato dal Barcellona, che lo aggrega al proprio settore giovanile. Il 22 agosto 2017 passa in prestito al Sabadell, in Segunda División B. Il 23 gennaio 2018 passa in prestito all'Etăr, in Bulgaria. Nel 2019 viene tesserato dal Górnik Zabrze, in Polonia.

### Nazionale
Esordisce in nazionale il 30 maggio 2016 contro lo Zambia in amichevole, subentrando al 79' al posto di Kabba Sambou.

## Statistiche

### Presenze e reti nei club
Statistiche aggiornate al 17 maggio 2025.
| Stagione             | Squadra              | Campionato           | Campionato | Campionato | Coppe nazionali | Coppe nazionali | Coppe nazionali | Coppe continentali | Coppe continentali | Coppe continentali | Altre coppe | Altre coppe | Altre coppe | Totale | Totale |
| Stagione             | Squadra              | Comp                 | Pres       | Reti       | Comp            | Pres            | Reti            | Comp               | Pres               | Reti               | Comp        | Pres        | Reti        | Pres   | Reti   |
| -------------------- | -------------------- | -------------------- | ---------- | ---------- | --------------- | --------------- | --------------- | ------------------ | ------------------ | ------------------ | ----------- | ----------- | ----------- | ------ | ------ |
| 2017-gen. 2018       | Sabadell             | SDB                  | 2          | 1          | CR              | 0               | 0               | -                  | -                  | -                  | -           | -           | -           | 2      | 1      |
| gen.-giu. 2018       | Etăr                 | A-PFG                | 6+9        | 1+1        | CB              | -               | -               | -                  | -                  | -                  | -           | -           | -           | 15     | 2      |
| 2018-2019            | Etăr                 | A-PFG                | 15+5       | 2          | CB              | 2               | 0               | -                  | -                  | -                  | -           | -           | -           | 22     | 2      |
| Totale Etar          | Totale Etar          | Totale Etar          | 35         | 4          |                 | 2               | 0               |                    | -                  | -                  |             | -           | -           | 37     | 4      |
| 2019-2020            | Górnik Zabrze        | EK                   | 24         | 1          | CP              | 1               | 0               | -                  | -                  | -                  | -           | -           | -           | 25     | 1      |
| 2020-2021            | Górnik Zabrze        | EK                   | 27         | 3          | CP              | 3               | 1               | -                  | -                  | -                  | -           | -           | -           | 30     | 4      |
| 2021-2022            | Górnik Zabrze        | EK                   | 30         | 2          | CP              | 2               | 0               | -                  | -                  | -                  | -           | -           | -           | 32     | 2      |
| ago. 2022            | Górnik Zabrze        | EK                   | 4          | 0          | CP              | 0               | 0               | -                  | -                  | -                  | -           | -           | -           | 4      | 0      |
| Totale Górnik Zabrze | Totale Górnik Zabrze | Totale Górnik Zabrze | 85         | 6          |                 | 6               | 1               |                    | -                  | -                  |             | -           | -           | 91     | 7      |
| ago. 2022-2023       | Odense               | SL                   | 11+7       | 1          | CD              | 1               | 0               | -                  | -                  | -                  | -           | -           | -           | 19     | 1      |
| 2023-2024            | Odense               | SL                   | 16+5       | 1+1        | CD              | 2               | 0               | -                  | -                  | -                  | -           | -           | -           | 23     | 2      |
| 2024-gen. 2025       | Odense               | 1.D                  | 17         | 0          | CD              | 1               | 0               | -                  | -                  | -                  | -           | -           | -           | 18     | 0      |
| Totale Odense        | Totale Odense        | Totale Odense        | 56         | 3          |                 | 4               | 0               |                    | -                  | -                  |             | -           | -           | 60     | 3      |
| gen.-giu. 2025       | Hibernian            | SP                   | 4          | 0          | CS              | 0               | 0               | -                  | -                  | -                  | -           | -           | -           | 4      | 0      |
| Totale carriera      | Totale carriera      | Totale carriera      | 182        | 14         |                 | 12              | 1               |                    | -                  | -                  |             | -           | -           | 194    | 15     |

### Cronologia presenze e reti in nazionale
| Cronologia completa delle presenze e delle reti in nazionale ― Gambia | Cronologia completa delle presenze e delle reti in nazionale ― Gambia | Cronologia completa delle presenze e delle reti in nazionale ― Gambia | Cronologia completa delle presenze e delle reti in nazionale ― Gambia | Cronologia completa delle presenze e delle reti in nazionale ― Gambia | Cronologia completa delle presenze e delle reti in nazionale ― Gambia | Cronologia completa delle presenze e delle reti in nazionale ― Gambia | Cronologia completa delle presenze e delle reti in nazionale ― Gambia |
| Data                                                                  | Città                                                                 | In casa                                                               | Risultato                                                             | Ospiti                                                                | Competizione                                                          | Reti                                                                  | Note                                                                  |
| --------------------------------------------------------------------- | --------------------------------------------------------------------- | --------------------------------------------------------------------- | --------------------------------------------------------------------- | --------------------------------------------------------------------- | --------------------------------------------------------------------- | --------------------------------------------------------------------- | --------------------------------------------------------------------- |
| 30-5-2016                                                             | Bakau                                                                 | Gambia                                                                | 0 – 0                                                                 | Zambia                                                                | Amichevole                                                            | -                                                                     | 79’                                                                   |
| 23-3-2018                                                             | Bakau                                                                 | Gambia                                                                | 1 – 1                                                                 | Rep. Centrafricana                                                    | Amichevole                                                            | -                                                                     | 80’                                                                   |
| 13-10-2019                                                            | Bakau                                                                 | Gambia                                                                | 1 – 1 dts (3 – 2 dtr)                                                 | Gibuti                                                                | Qual. Coppa d'Africa 2021                                             | -                                                                     |                                                                       |
| 9-10-2020                                                             | Parchal                                                               | Gambia                                                                | 1 – 0                                                                 | Rep. del Congo                                                        | Amichevole                                                            | -                                                                     |                                                                       |
| 25-3-2021                                                             | Bakau                                                                 | Gambia                                                                | 1 – 0                                                                 | Angola                                                                | Qual. Coppa d'Africa 2021                                             | -                                                                     | 46’                                                                   |
| 29-3-2021                                                             | Kinshasa                                                              | RD del Congo                                                          | 1 – 0                                                                 | Gambia                                                                | Qual. Coppa d'Africa 2021                                             | -                                                                     | 46’                                                                   |
| 24-3-2023                                                             | Bamako                                                                | Mali                                                                  | 2 – 0                                                                 | Gambia                                                                | Qual. Coppa d'Africa 2023                                             | -                                                                     | 82’ 84’                                                               |
| 28-3-2023                                                             | Casablanca                                                            | Gambia                                                                | 1 – 0                                                                 | Mali                                                                  | Qual. Coppa d'Africa 2023                                             | -                                                                     | 53’                                                                   |
| 10-9-2023                                                             | Marrakech                                                             | Gambia                                                                | 2 – 2                                                                 | Rep. del Congo                                                        | Qual. Coppa d'Africa 2023                                             | -                                                                     | 46’                                                                   |
| 16-11-2023                                                            | Dar es Salaam                                                         | Burundi                                                               | 3 – 2                                                                 | Gambia                                                                | Qual. Mondiali 2026                                                   | -                                                                     | 81’                                                                   |
| 15-1-2024                                                             | Yamoussoukro                                                          | Senegal                                                               | 3 – 0                                                                 | Gambia                                                                | Coppa d'Africa 2023 - 1º turno                                        | -                                                                     | 66’                                                                   |
| 23-1-2024                                                             | Bouaké                                                                | Gambia                                                                | 2 – 3                                                                 | Camerun                                                               | Coppa d'Africa 2023 - 1º turno                                        | -                                                                     |                                                                       |
| 8-6-2024                                                              | Berkane                                                               | Gambia                                                                | 5 – 1                                                                 | Seychelles                                                            | Qual. Mondiali 2026                                                   | -                                                                     | 84’                                                                   |
| 11-6-2024                                                             | Franceville                                                           | Gabon                                                                 | 3 – 2                                                                 | Gambia                                                                | Qual. Mondiali 2026                                                   | -                                                                     | 85’                                                                   |
| 8-9-2024                                                              | Bakau                                                                 | Gambia                                                                | 1 – 2                                                                 | Tunisia                                                               | Qual. Coppa d'Africa 2025                                             | -                                                                     | 60’                                                                   |
| 11-10-2024                                                            | Antananarivo                                                          | Madagascar                                                            | 1 – 1                                                                 | Gambia                                                                | Qual. Coppa d'Africa 2025                                             | -                                                                     | 72’ 85’                                                               |
| 14-10-2024                                                            | El Jadida                                                             | Gambia                                                                | 1 – 0                                                                 | Madagascar                                                            | Qual. Coppa d'Africa 2025                                             | -                                                                     |                                                                       |
| 15-11-2024                                                            | Berkane                                                               | Gambia                                                                | 1 – 2                                                                 | Comore                                                                | Qual. Coppa d'Africa 2025                                             | -                                                                     | 61’ 68’                                                               |
| 24-3-2025                                                             | Abidjan                                                               | Costa d'Avorio                                                        | 1 – 0                                                                 | Gambia                                                                | Qual. Mondiali 2026                                                   | -                                                                     | 85’                                                                   |
| 9-6-2025                                                              | Marrakech                                                             | Uganda                                                                | 1 – 1                                                                 | Gambia                                                                | Amichevole                                                            | -                                                                     | Cap.                                                                  |
| Totale                                                                |                                                                       | Presenze                                                              | 20                                                                    |                                                                       | Reti                                                                  | 0                                                                     |                                                                       |